# Acragas nigromaculatus
Acragas nigromaculatus är en spindelart som först beskrevs av Cândido Firmino de Mello-Leitão 1922.  
Acragas nigromaculatus ingår i släktet Acragas och familjen hoppspindlar. Inga underarter finns listade i Catalogue of Life.